# Fossil, Oregon

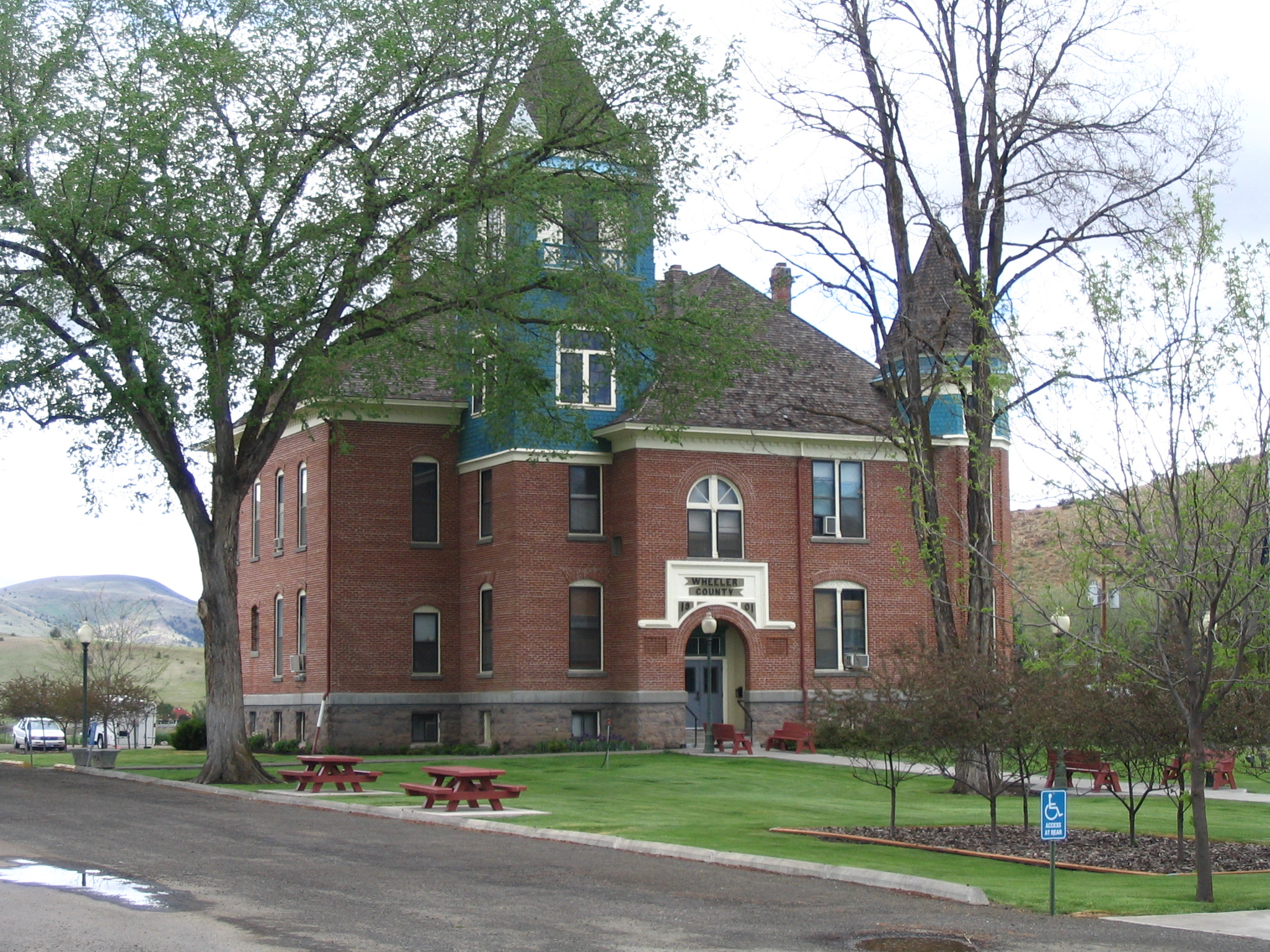
Tòa án Quận Wheeler tại Fossil

Thành phố Fossil là quận lị của Quận Wheeler, Oregon, Hoa Kỳ 6. Tên của thành phố là do bưu điện trưởng đầu tiên của thành phố là Thomas B. Hoover chọn cho vì ông tìm thấy một số mẫu vật hóa thạch trong trang trại của mình. Dân số theo thống kê năm 2000 là 469 người.

## Lịch sử
Bưu điện thành phố Fossil được thiết lập vào ngày 28 tháng 2 năm 1876. Thành phố được thành lập năm 1891, và trở thành quận lỵ ngay sau khi Quận Wheeler được thành lập vào năm 1899.

## Địa lý
Fossil nằm ở vị trí 44°59′59″B 120°12′51″T / 44,99972°B 120,21417°TĐã đưa tham số không hợp lệ vào hàm {{#coordinates:}} (44.999595, -120.214239)1. Vĩ tuyến 45 độ chạy qua thị trấn và dấu hiệu ghi dấu vĩ tuyến được đặt trên Xa lộ Oregon 19.
Theo Cục điều tra dân số Hoa Kỳ, thành phố có tổng diện tích là 0,8 dặm vuông Anh (2,0 km²), tất cả đều là mặt đất.

## Những nơi hấp dẫn
Fossil là nơi có đồng hóa thạch mở cho công chúng duy nhất tại Hoa Kỳ. Cánh đồng này nằm phía sau Trường Trung học Wheeler. Bất cứ ai trả một khoảng tiền phí nhỏ đều có thể vào săn tìm những mẫu vật hóa thạch và có quyền giữ ba mẫu vật tìm được.
Hai bảo tàng nằm trên phố chính tại Fossil, một là bảo tàng xe hơi cổ và cái kia là bảo tàng lịch sử và tiền sử địa phương.
Trong kỳ nghĩa cuối tuần lần thứ hai trong tháng 8, Fossil có mở hội chợ quận Wheeler và trình diễn Rodeo; vào kỳ nghĩa cuối tuần lần thứ nhất của tháng 7, Lễ hội Bluegrass Quận Wheeler được tổ chức tại sân cỏ của tòa án quận.